# Theodor von Frimmel

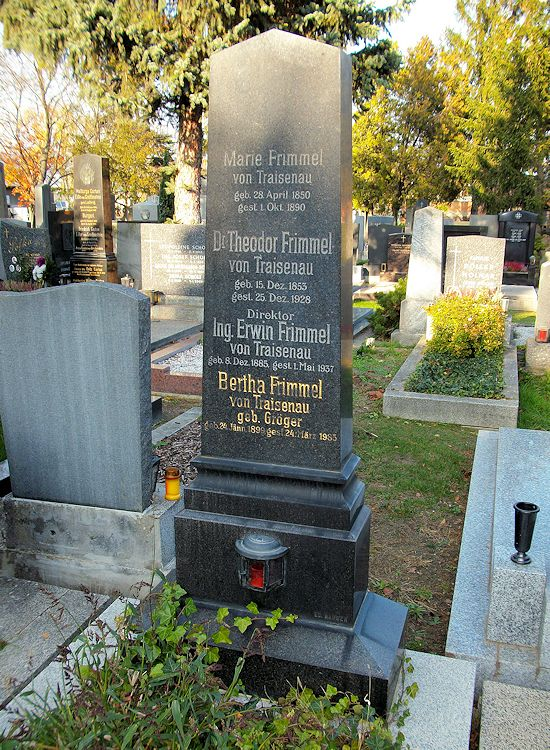
Frimmel von Traisenaus Grab auf dem Döblinger Friedhof

Theodor Frimmel von Traisenau, seit 1919 Theodor Frimmel, (* 15. Dezember 1853 in Amstetten, Kaisertum Österreich; † 25. Dezember 1928 in Wien) war ein österreichischer Kunsthistoriker und Beethoven-Forscher.

## Biografie
Von Frimmel besuchte das Gymnasium in Wien, studierte danach Medizin und wurde 1879 zum Dr. med. promoviert. Vom Herbst 1881 bis zum Mai 1883 war er am Österreichischen Museum für Kunst und Industrie tätig. Anschließend war er von 1884 bis 1893 Kustos am Wiener Hofmuseum, später Direktor der Galerie des Grafen Schönborn-Wiesentheid und Dozent am Wiener Athenäum von Ludo Hartmann. Von bleibender Bedeutung sind seine Beethoven-Forschungen. Von Frimmel war einer der Letzten, die noch Zeitgenossen des Komponisten befragen konnten. Sein Nachlass, darunter zahlreiche Briefe, befindet sich heute im Beethoven-Haus in Bonn. Mit dem Adelsaufhebungsgesetz 1919 verlor er seine adligen Titel.
Im Jahr 1940 wurde in Wien-Döbling (19. Bezirk) die Frimmelgasse nach ihm benannt.

## Schriften (Auswahl)
Kunsthistorische Studien

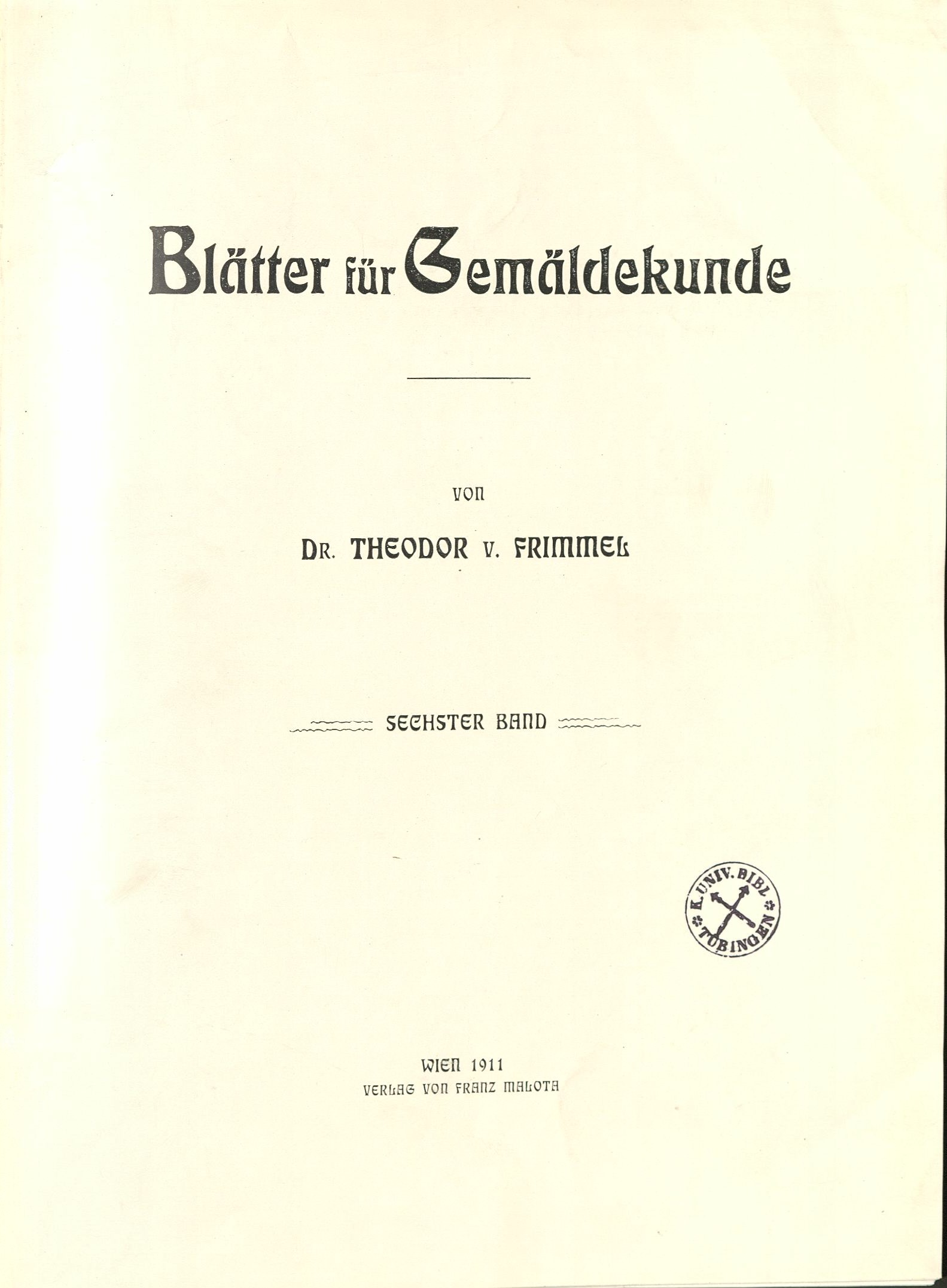
Blätter für Gemäldekunde, Band 6, 1911

- Joseph Anton Koch, Leipzig 1884 (= Kunst und Künstler des 19. Jahrhunderts, Lfg. 16)
- Zur Kritik von Dürer’s Apokalypse und seines Wappens mit dem Todtenkopfe, Wien 1884
- Die Apokalypse in den Bilderhandschriften des Mittelalters. Eine kunstgeschichtliche Untersuchung, Wien 1885
- Der Anonimo Morelliano, 2 Bände, Wien 1888/89 – Nachdruck Hildesheim 1974
- Verzeichnis der Gemälde in gräflich-Schönborn-Wiesentheid’schem Besitze, Pommersfelden 1894
- Handbuch der Gemäldekunde, Leipzig 1894 – 3. umgearb. u. stark verm. Aufl., Leipzig 1920
- Gemalte Galerien, 2. umgearbeitete Auflage, Berlin 1896
- Marco Antonio Michiel – notizia d’opere del disegno, ed. critica a cura di Theodor Frimmel, Wien 1896
- Vom Sehen in der Kunstwissenschaft. Eine Kunstphilosophische Studie, Wien 1897
- Geschichte der Wiener Gemäldesammlungen, München 1899
- Modernste Kunst. Eine Skizze, München-Leipzig 1904
- Blätter für Gemäldekunde, 7 Bände, 1904–1912 (Zeitschrift)
- Zur Methodik und Psychologie des Gemäldebestimmens, 2. Ausg., München und Leipzig 1905
- Studien und Skizzen zur Gemäldekunde, 6 Bände, 1913–1922 (Zeitschrift)
- Lexikon der Wiener Gemäldesammlungen, 2 Bände, München 1913/14
- Von alter und neuer Kunst, Wien 1922 (ausgewählte kunstgeschichtliche Aufsätze)
- Verzeichnis der Gemälde in der Sammlung Matsvanszky (Wien), Wien 1922
- Neue Blätter für Gemäldekunde, 1 Band, 1922/23 (Zeitschrift)

Beethoven Studien
- Beethoven und Goethe. Eine Studie, Wien 1883
- Neue Beethoveniana, Wien 1888; Neuausgabe 1890
- Josef Danhauser und Beethoven. Eine Studie aus der internationalen Ausstellung für Musik und Theaterwesen. Allen Freunden Beethoven's gewidmet, Wien 1892
- Ludwig van Beethoven, Berlin 1901
- Beethoven-Studien, Band 1, Beethovens äußere Erscheinung, Leipzig und München 1905
- Beethoven-Studien, Band 2, Bausteine zu einer Lebensgeschichte des Meisters, Leipzig und München 1906
- Bemerkungen zur angeblich „kritischen“ Ausgabe der Briefe Beethovens, Wien 1907
- Beethoven-Jahrbuch, 2 Bände, München und Leipzig 1908/09
- Beethoven-Briefe, 5 Bände, 1910–1911
- Beethoven-Forschung. Lose Blätter, 9 Hefte, Wien 1911–1925
- Beethoven im zeitgenössischen Bildnis, Wien 1923
- Ludwig van Beethoven. Thematisches Verzeichnis von Gustav Nottebohm nebst der Biblioteca Beethoveniana von Emerich Kastner, ergänzt von Theodor Frimmel, Leipzig 1925
- Beethoven-Handbuch, 2 Bände, Leipzig 1926

Aufsätze
- Beiträge zur Allgemeinen Deutschen Biographie, siehe Wikisource
- Kramny: Autorenverzeichnis in den Mittheilungen der kaiserl. königl. Central-Commission zur Erforschung und Erhaltung der Baudenkmale. 1856-1906, S. 10